# Prediction by Partial Matching
Prediction by partial matching (PPM) è un algoritmo adattivo di compressione dei dati basato su un modello di previsione statistica.
PPM analizza le occorrenze dei dati non compressi presenti nell'insieme già tradotto per prevedere gli elementi successivi nel
flusso da tradurre.